# Centro per gli affari politici ed esteri
Il Centro per gli affari politici ed esteri (in lingua inglese: Center of Political and Foreign Affairs; abbreviazione: CPFA) è un think tank incentrato sulle politiche governative e sulla geopolitica, organizza eventi e discussioni su vari argomenti geopolitici in tutto il mondo.
CPFA ha organizzato numerosi eventi secondo le regole della Chatham House e ha ospitato oltre un centinaio di personalità come: Zbigniew Brzezinski, Kofi Annan, Henry Kissinger, Al Gore, Abdullah Gül, José María Aznar, Sebastián Piñera, Romano Prodi, Brent Scowcroft, Richard Holbrooke, Shimon Peres, Muhammad al-Barādeʿī, Louis Freeh, Turki bin Faysal Al Sa'ud dal 2007. Il CPFA ha anche avviato con la collaborazione di Randa Kassis la piattaforma politica di Astana per i colloqui di pace in Siria e molti altri colloqui riservati sui temi di Siria e Libia.

## Iniziative

### Iniziativa Pace in Siria
Nel 2015 il CPFA ha fatto appello al presidente del Kazakistan, Nursultan Nazarbaev, affinché lanciasse una soluzione pacifica alla crisi e lanciasse una piattaforma politica che potesse riunire gli oppositori siriani moderati.
Le prime due riunioni sono state presiedute dal ministro degli esteri kazako Erlan Idrissov nel maggio 2015. Il secondo incontro è stato aperto dal Segretario di Stato del Kazakistan Gulshara Abdykhalikova e mediato da Fabien Baussart e dal viceministro degli esteri kazako Askar Mussinov. Gli incontri hanno portato alla firma di due risoluzioni da parte dei partecipanti, che hanno creato la piattaforma di Astana e hanno contribuito a spianare la strada al processo di pace ad Astana.
A febbraio e luglio 2017 il CPFA ha avviato discussioni a Ginevra con Randa Kassis per sviluppare un documento preparatorio per riformare la costituzione siriana. Quest'iniziativa è stata promossa durante la Conferenza nazionale di Soči nel gennaio 2018 da Randa Kassis nonostante le obiezioni del governo siriano e di parte dell'opposizione.

### Colloqui di pace - Kazakistan
Nel 2015, il CPFA ha lanciato un "Comitato dei saggi" che avrebbe affrontato varie questioni relative alla pace internazionale.Il comitato ha riunito diverse personalità politiche di spicco e premi Nobel per la pace, tra cui l'ex presidente israeliano Shimon Peres, l'ex vicepresidente egiziano e direttore generale dell'Agenzia internazionale per l'energia atomica Muhammad al-Barādeʿī, l'ex presidente della Polonia Lech Wałęsa, l'attivista guatemalteco per i diritti umani Rigoberta Menchú e il presidente dell'IPCC Rajendra Pachauri, ex presidente della Colombia Cesar Gaviria e l'ex primo ministro spagnolo Jose Luis Zapatero. Il Comitato si è riunito a Nur Sultan, in Kazakistan, dove è stato ricevuto dal Presidente Nazarbayev nel Palazzo Presidenziale.

### Iniziativa di non proliferazione nucleare
Nel 2016 CPFA ha organizzato una conferenza sulla non proliferazione nucleare con i relatori ospiti Kofi Annan, Bronisław Komorowski, Jack Straw, Yaşar Yakış e Giulio Terzi di Sant'Agata.

## Conferenze ed eventi
CPFA ha tenuto molti eventi e conferenze come:
- Quali capitalismi per il 21 ° secolo? in collaborazione con Rencontres Economique d'Aix-En-Provence (5 luglio 2017); con Joschka Fischer, Ernesto Zedillo, Ex Presidente del Messico, Mario Monti e altri.
- On Russian Politics in collaborazione con Carnegie Endowment for International Peace (29 novembre 2007); Mikkhail Kassyanov è stato l'ospite d'onore tenuta a Parigi.
- Conferenza geopolitica sulle relazioni euro-russe con Gerhard Schroder, Mikhail Shvydkoy e Karl-Heinz Grasser (20 marzo 2008), tenuta a Mosca.
- Repubblicanesimo francese vs. multiculturalismo americano in collaborazione con l'Accademia diplomatica di Politicacon, il principe Turki Al Faisal e altri (12 dicembre 2008), tenuta a Parigi.
- On NATO - An Alliance for Freedom in collaborazione con FAES Foundation, con José Maria Aznar (26 marzo 2009), tenuta a Parigi.
- On the Middle East in collaborazione con Carnegie Endowment for International Peace, con Ryan Crocker, Steven Erlanger e altri (29 giugno 2009) tenuta a Parigi.